# Kasper Dunin
Kasper Dunin herbu Łabędź (zm. w 1644 roku) – podczaszy liwski od 1633 roku, dworzanin królewski, pisarz kancelarii mniejszej koronnej.
Studiował w Kolegium Jezuitów w Pułtusku w latach 1616-1617, na Akademii Krakowskiej w 1620 roku, na Uniwersytecie we Fryburgu w 1622 roku.